# Abd al-Fattah al-Sisi
Abd al-Fattah Saeed Hussein Khalil al-Sisi (arabiska: عبد الفتاح سعيد حسين خليل السيسي [ʕæbdel.fætˈtæːħ sæˈʕiːd ħeˈseːn xæˈliːl ɪsˈsiːsi]; ofta benämnd som bara al-Sisi), född 19 november 1954 i Kairo i Egypten, är en egyptisk fältmarskalk och statsman. I juni 2013, efter landsomfattade demonstrationer med miljontals egyptier ute på gatorna som krävde dåvarande presidenten Muhammad Mursis avgång, medverkade Sisi som Egyptens försvarsminister och högste befälhavare till att De väpnade styrkornas högsta råd avsatte Mursi i en militärkupp den 3 juli 2013. En interimregering bildades att leda landet under Adli Mansour som tillförordnad president och nyval utlystes för att välja en ny president. Efter att ha tagit avsked från armen deklarerade Sisi den 26 mars 2014 att han kandiderade som president. I presidentvalet som hölls mellan 26 och 28 maj vann Sisi en jordskredsseger med 97% av rösterna och den 6 juni 2014 svors han in som Egyptens president.
Tidigare var han bland annat chef för Egyptens underrättelseverksamhet därefter befälhavare i Egyptens försvarsmakt från 2012 till 2014 och därmed Egyptens försvarsminister. Han var Egyptens vice premiärminister från juli 2013 fram till mars 2014. Från och med 10 februari 2019 hade Sisi dessutom ett ettårigt uppdrag som Afrikanska unionens ordförande.

## Utbildning och uppväxt
Sisi påbörjade sin militära bana med en postering i Saudiarabien innan han antogs i Egyptian Army's Command and Staff College. Sisi studerade 1992 vid Joint Services Command and Staff College i Watchfield, Oxfordshire, Storbritannien, och därefter 2006 vid United States Army War College i Carlisle, Pennsylvania.
Sisi är född i stadsdelen Gamla Kairo, Kairo, av föräldrarna Said Hussein Khalili al-Sisi och Soad Mohamed. Han växte upp i Gamaleya, nära Al-Azhar-moskén, i ett kvarter där muslimer, judar och kristna levde ostört tillsammans och där han återberättar hur han under sin uppväxt som del av sin vardag hörde kyrkklockor slå och såg judarna obehindrat samlades vid sin synagoga.

## Inrikespolitik
Under sin presidentkampanj uppmanade Sisi återkommande  egyptierna att jobba hårdare, stiga upp tidigt och förbereda sig för en tid av hårt arbete, en tid han kallade "the hard work phase". Under sitt första möte med sitt kabinett som president sa Sisi att han förväntade sig att ministrarna skulle uppträda som goda föredömen genom att vara på arbetet redan kl 07.00.. Under sin första tid som president deltog han bland annat i ett cykellopp tillsammans med sina ministrar och diverse kända personer, med budskapet att spara energi och bränsle som kostade landet miljarder varje år. Sisi uppmuntrade befolkningen att hjälpa till att stärka landets ekonomi där han själv visade vägen genom att sänka sin egen lön till hälften samt skänka regeringen hälften av sina tillgångar och uppmanade landets prominenta affärsmän och myndighetspersoner att göra detsamma. 
Sisi beordrade dessutom landets finansministerium att tillse att de existerande reglerna om lönetak efterlevs, beräknad till cirka 42 000 EGP (då ungefär 5 873 USD) i månaden.
Sisi, själv muslim, har dessutom krävt reformering och modernisering av Islam; bland annat att reglera mosképredikningar samt skolböcker  Han har också förordat ett stopp för det så kallade muntlig skilsmässa; något som dock inte godtogs av de lärde i Al-Azharuniversitetet.
Sisi blev dessutom den förste egyptiske president i landets historia att deltaga i en kristen julpredikan samt gav ett tal vid en koptisk ortodox julceremoni i Kairo i januari 2015, där han uppmanade till enighet och önskade de kristna en God Jul.

## Vidareläsning
- Hessler, Peter (2 januari 2017). "The shadow general: President Sisi has unwittingly revealed more about the way Egypt now works than anyone could have imagined". Letter from Cairo. The New Yorker. 92 (43): 44–55.